# San José Independencia
San José Independencia là một đô thị thuộc bang Oaxaca, México. Năm 2005, dân số của đô thị này là 3689 người.